# اچ‌ام‌سی‌اس کانادا
اچ‌ام‌سی‌اس کانادا (به انگلیسی: HMCS Canada) کشتی کانادایی، ساخته شده در 1940 میلادی.